# Robert Ortiz
Robert James Ortiz (El Paso, 31 maggio 1987) è un batterista e compositore statunitense, membro fondatore del gruppo post-hardcore Escape the Fate.

## Biografia
Originario della città di El Paso, Texas, Robert Ortiz ha sia origini ispaniche che native americane, facendo anche parte della tribù Tiwa Ysleta del Sur Pueblo. All'età di 13 anni si trasferisce a Las Vegas insieme alla famiglia.
Durante gli anni delle superiori prende parte al suo primo gruppo, gli rMo.
Nel 2004, a seguito dell'incontro di Ronnie Radke e Max Green con Bryan Money e Omar Espinosa, Robert Ortiz viene invitato a far parte del gruppo, a cui mancava un batterista. Nascono quindi gli Escape the Fate, che Ortiz non abbandona mai, nonostante alcuni ripensamenti dovuti alle molte vicende e cambi di formazione.
Lavorando al quinto album in studio del gruppo, Ortiz sperimenta per la prima volta con la scrittura dei testi, oltre che alla sua solita attività di compositore di musica e batterista.
Partecipa alla pubblicazione di un singolo House con la Grimey Grooves Records, Everybody Wants That Bass, uscito il 4 agosto 2015.

## Discografia
- 2006 - There's No Sympathy for the Dead (EP)
- 2006 - Dying Is Your Latest Fashion
- 2008 - This War Is Ours
- 2010 - Escape The Fate
- 2013 - Ungrateful
- 2015 - Hate Me
- 2018 - I Am Human
- 2021 - Chemical Warfare
- 2023 - Out of the Shadows